# Tążyna

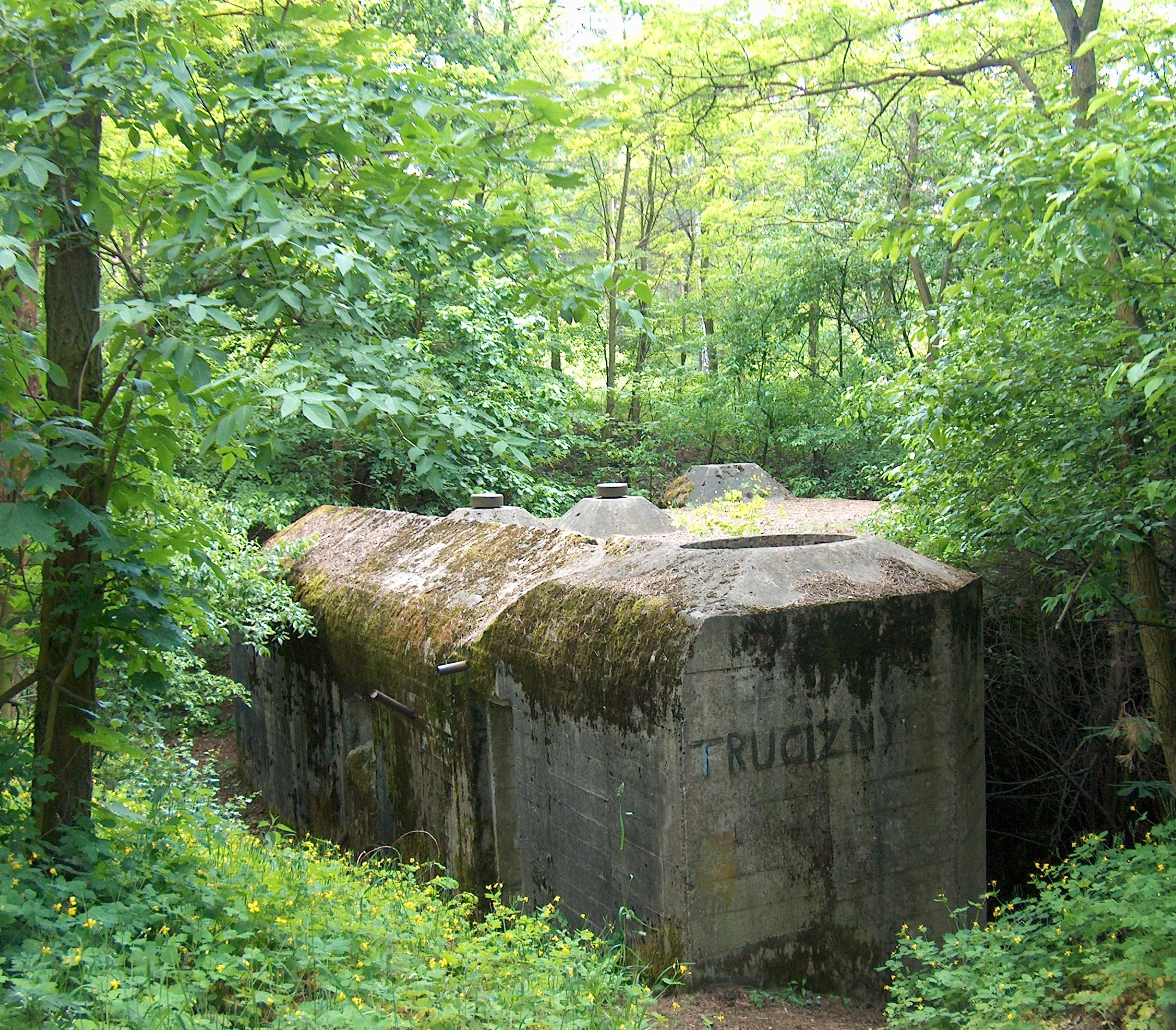
Bunkier nad Tążyną z 1944 roku

Tążyna – rzeka, lewobrzeżny dopływ Wisły o długości 49,8 km i powierzchni zlewni: 495,8 km². 

## Charakterystyka
Tążyna (zwana również Tonczyną) jest lewobrzeżnym dopływem Wisły, stanowiąc na ujściowym odcinku południowo-wschodnią granicę Puszczy Bydgoskiej. Wypływa z mokradeł nazywanych „Błotami Ostrowskimi”. Górny odcinek to Kanał Parchański, dalej płynie meandrami w niecce Tążyny. Ujście do Wisły następuje w miejscowości Otłoczyn położonej w centrum Niziny Ciechocińskiej (od wieków potocznie zwanej otłoczynami).
Pod względem hydrograficznym można wyróżnić dwa odcinki: 
1. związany z odpływem wód powierzchniowych z Równiny Inowrocławskiej;
2. pradolinny z wyraźnie wyciętą doliną, związany głównie z dopływem wód gruntowych.

Obszar dorzecza Tążyny, wykazujący asymetrię, wynosi 495,6 km², w tym lasy zajmują 10%, a łąki 13% powierzchni. Długość strugi wynosi 49,8 km, a jej spadek w górnym biegu na odcinku od wsi Brudnia do Ostrowa wynosi 0,14‰, na krawędzi wysoczyzny - osiąga 0,77‰, a na odcinku pradolinnym 2,3‰, w dolnym zaś biegu 1‰.
Rolę retencyjną wód w dorzeczu Tążyny spełniają obok nielicznych jezior pokłady torfów, które zalegają m.in. koło wsi Osówko, jezior Ostrowąs i Świętego oraz w dolinie Tążyny w jej środkowym i dolnym biegu. Szerokość koryta Tążyny koło wodowskazu Otłoczynek wynosi 4 m, przy stanie wody 44 cm i średniej głębokości 20 cm.
Dopływy Tążyny biorą swój początek z wysoczyzny morenowej, przy czym prawostronne dopływy są zasobniejsze w wodę aniżeli lewostronne. Przeważnie są to cieki okresowe. W dolnym odcinku koło wsi Wołuszewo uchodzą do Tążyny dwa rowy, odwadniające tereny koło Ciechocinka. W dolnym biegu, gdzie rzeka przepływa przez Puszczę Bydgoską, nie rozwinęły się żadne większe dopływy ze względu na przepuszczalność materiałów budujących terasy doliny Wisły.

## Czystość wód
Stan czystości rzeki został sklasyfikowany jako nieodpowiadający normom pod względem fizykochemicznym i bakteriologicznym. Wpływ na jakość wód mają spływy z okolicznych pól i łąk. Rzeka odbiera niedostatecznie oczyszczone ścieki z Przybranowa (ok. 6,0 tys. m³/rok), Służewa (ok. 2,0 tys. m³/rok) i nieoczyszczone ścieki z Aleksandrowa Kujawskiego w ilości ok. 19,5 tys. m³/rok. Odbiera również ścieki poprzez system rowów melioracyjnych z nieskanalizowanych gospodarstw gmin Zakrzewo i Koneck. Całoroczna analiza zawartości chlorofilu w wodach określiła stan czystości odpowiadający II klasie.
Powyżej i poniżej Aleksandrowa Kujawskiego wody Tążyny są sklasyfikowane jako nie odpowiadające normom, pomimo że w mieście pracuje nowoczesna mechaniczno-biologiczna oczyszczalnia ścieków, którą oddano do użytku w połowie 1997 roku. Obiekt ten odbiera ok. 485 tys. m³ ścieków z terenu miasta. Około 90% zlewni rzeki to obszar bezleśny.
W związku z budową autostrady A1 planowane jest zlikwidowanie ujęcia wody Kuczek (dostarcza wodę pitną dla Aleksandrowa, Ciechocinka oraz wszystkich miejscowości gminy Aleksandrów Kujawski położonych w Nizinie Ciechocińskiej) i budowa nowego w Otłoczynie nad Tążyną.

## Mała Tążyna
Mała Łążyna to dopływ Tążyny o całkowitej długości 21,3 km. Jej źródła znajdują się w okolicach Łowiczek. Powierzchnia zlewni wynosi 85 km². Wody rzeki są sklasyfikowane jako nie odpowiadające normom, także pod względem sanitarnym.